# Juhani Peltonen
Voitto Matti Juhani Peltonen (ur. 16 czerwca 1936 w Valkeakoski) – piłkarz fiński grający na pozycji pomocnika. W swojej karierze rozegrał 67 meczów w reprezentacji Finlandii i strzelił w nich 10 goli.

## Kariera klubowa
Swoją karierę piłkarską Peltonen rozpoczął w klubie FC Haka. W 1954 roku awansował do kadry pierwszego zespołu i wtedy też zadebiutował w jego barwach w pierwszej lidze fińskiej. W Hace występował do 1964 roku. W latach 1954–1964 dwukrotnie wywalczył mistrzostwo Finlandii w latach 1960 i 1962 oraz czterokrotnie zdobył Puchar Finlandii w latach 1955, 1959, 1960 i 1963. W latach 1960, 1962 i 1964 trzykrotnie był wybierany Piłkarzem Roku w Finlandii.
W 1964 roku Peltonen przeszedł do niemieckiego Hamburgera SV. W Bundesldze zadebiutował 17 października 1964 w zremisowanym 2:2 wyjazdowym meczu z Karlsruher SC. Stał się wówczas pierwszym w historii fińskim zawodnikiem w lidze Niemiec. W Hamburgerze grał przez dwa sezony.
W 1967 roku Peltonen wrócił do Finlandii, do Haki. W 1969 roku zdobył z nią krajowy puchar. W zespole Ranta występował do końca 1972 roku i wtedy też zakończył karierę w wieku 36 lat.
| Sezon   | Klub         | Kraj      | Rozgrywki     | Mecze | Bramki |
| ------- | ------------ | --------- | ------------- | ----- | ------ |
| 1954    | FC Haka      | Finlandia | Veikkausliiga | 13    | 2      |
| 1955    | FC Haka      | Finlandia | Veikkausliiga | 18    | 8      |
| 1956    | FC Haka      | Finlandia | Veikkausliiga | 18    | 5      |
| 1957    | FC Haka      | Finlandia | Veikkausliiga | 18    | 12     |
| 1958    | FC Haka      | Finlandia | Veikkausliiga | 22    | 6      |
| 1959    | FC Haka      | Finlandia | Veikkausliiga | 22    | 3      |
| 1960    | FC Haka      | Finlandia | Veikkausliiga | 22    | 13     |
| 1961    | FC Haka      | Finlandia | Veikkausliiga | 13    | 4      |
| 1962    | FC Haka      | Finlandia | Veikkausliiga | 22    | 4      |
| 1963    | FC Haka      | Finlandia | Veikkausliiga | 21    | 9      |
| 1964    | FC Haka      | Finlandia | Veikkausliiga | 20    | 8      |
| 1964/65 | Hamburger SV | RFN       | Bundesliga    | 17    | 2      |
| 1965/66 | Hamburger SV | RFN       | Bundesliga    | 21    | 4      |
| 1967    | FC Haka      | Finlandia | Veikkausliiga | 22    | 12     |
| 1968    | FC Haka      | Finlandia | Veikkausliiga | 10    | 2      |
| 1969    | FC Haka      | Finlandia | Veikkausliiga | 20    | 9      |
| 1970    | FC Haka      | Finlandia | Veikkausliiga | 22    | 5      |
| 1971    | FC Haka      | Finlandia | Veikkausliiga | 17    | 5      |
| 1972    | FC Haka      | Finlandia | Veikkausliiga | 11    | 1      |

## Kariera reprezentacyjna
W reprezentacji Finlandii Peltonen zadebiutował 19 maja 1955 roku w przegranym 1:9 towarzyskim meczu z Węgrami, rozegranym w Helsinkach. W swojej karierze grał w: eliminacjach do MŚ 1958, MŚ 1962, MŚ 1966, Euro 68 i MŚ 1970. Od 1955 do 1970 roku rozegrał w kadrze narodowej 67 meczów i strzelił w nich 10 goli.